# Тремпи

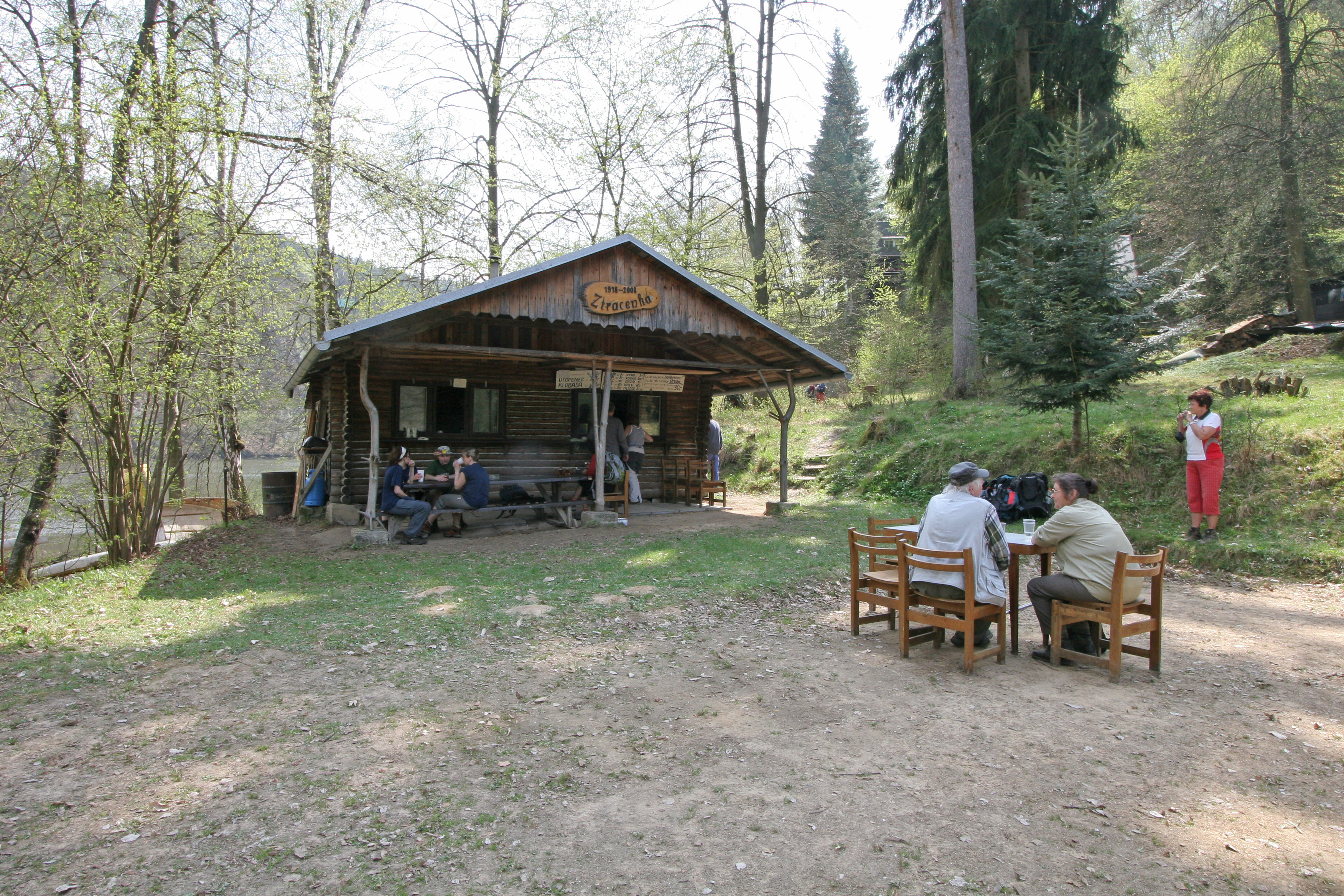
Селище тремпів Втрачена надія

Тремпи (чеськ. Trampové) — соціальна і культурна субкультура в Чехії та Словаччині, яка з'явилась серед міського населення після Першої світової війни. Для тремпів характерним є неорганізований туризм (тривалі беззмістовні походи), естетика лісопрохідців та мисливців Північної Америки та особливе розуміння моралі та культури, так званий «вудкрафт» або знання лісу.

## Історія
Діяльність тремпів (так званий «тремпінг») походить із світового скаутингу, який на початку XX століття проник і на територію сучасної Чехії. На тогочасних скаутів та майбутніх тремпів суттєво вплинули ідеї Ернеста Сетон-Томпсона і висунута ним концепція моралі — «вудкрафт», тобто вміння орієнтуватися і жити в лісі. Скаутинг став ще до Першої світової війни досить популярним рухом середь молоді, проте від офіційних організацій скаутингу невдовзі відкололись одинаки, яким не підходив скаутинг у зв'язку з його строгою дисципліною, та які стали так званими «дикими скаутами». «Дикі скаути» пізніше, приблизно в 1927 році, плавно трансформувались у тремпів. Саме тоді слово «тремп» стало широко виживатися у чеській мові.
Тремпи відрізнялись від звичайних туристів звичкою тривало бродити серед дикої природи та любов'ю до естетики американського Заходу, яку вони бачилили в американських кінофільмах, які були дуже популярними у Чехословаччині після Першої світової війни. Тремпи розпочали займатися відносно неорганізованими «походами»: вони відкривали тоді ще не заселені та невідомі місця недалеко від міських центрів Чехословаччини. Основними напрямками їх руху служили річки (Влтава, Сазава та інші): більшість тремпів займались веслуванням на байдарках. Вдовж річок тремпи у цей час заснували перші табори-«кемпи», невдовзі з'явились і перші «селища» (чеськ. osady), найчастіше своїми руками збудовані дачі в лісах. Ці тремпівські селища незабаром стали дуже відомими (зокрема селище «Втрачена надія» (чеськ. Ztracená naděje), Нове Толедо (чеськ. Nové Toledo) та ряд інших) та стали центрами і головними напрямками поїздок тремпів, де вони проводили вільний час. У міжвоєнній Чехословаччині тремпінг був дуже популярним та знаходив своє відображення навіть у офіційній культурі.
Під час німецької окупації Чехословаччини нацисти розглядали тремпів як намірно вільний та, відповідно, потенційно небезпечний рух. Після Другої світової війни соціалістична Чехословаччина відносилась до тремпів приблизно так само, як до непотрібної та небезпечної групи. Тремпи були аполітичні та неорганізовані, і саме завдяки цьому вони іноді зазнавали репресій з боку Служби Державної безпеки Чехословаччини. Проте навіть у цей час тремпи продовжували будувати свої селища та їздити на природу.
Тремпінг не зник навіть після падіння соціалістичного режиму в Чехословаччині та існує й у ХХІ столітті.

## Стиль
Тремпів спочатку надихала естетика американського Заходу. Це визначило їх стиль одягу: тремпи зазвичай носять військову форму старого зразка (останнім часом часто з камуфляжем), високі військові чоботи (берці), капелюхи в американському стилі та використовують відносно примітивне спорядження в стилі лісопрохідців (ножи, казанки).
У тремпів виникло багато специфічних арґотизмів і сленгізмів (наприклад «чундр» — поїздка на природу, чеськ. čundr; «падьоур» — людина з міста, яка не дотримується вудкрафту, чеськ. paďour, та інші).
Тремпи зазвичай називають один одного псевдонімами, якими часто бувають американські імена: Джек, Боб, Сід та інші.

## Спорт
Серед способів проведення вільного часу у селищах тремпів дуже популярним був спорт. Найпопулярнішими видами спорту були веслування на каное, волейбол, атлетика, бокс. Деякі тремпи навіть стали членами національної збірної Чехословаччини — зокрема в 1934 році два тремпи, Рус і Фелікс, виграли чемпіонат з веслування на каное в столиці Данії Копенгагені.

## Музика
Музика є невіддільною частиною культури тремпів. На «тремпівську музику» головним чином вплинув американський свінг (на початкових стадіях) та американське кантрі (на пізніших стадіях розвитку). Чеське кантрі, еволюціонуючи, стало важливою частиною не лише музичного андерграунду в Чехословаччині, а також її офіційної музичної сцени. Найяскравішими виконавцями «тремпських пісень» і «чеського кантрі» були зокрема Сетлери (чеськ. Settleři), Greenhorns, Вабі Данек (чеськ. Wabi Daněk), Міккі Ривола (чеськ. Mikki Ryvola).

## Відображення в літературі
Феномен тремпінгу надихнув низку чехословацьких письменників, зокрема Мілослава Шимека та Їржи Марека.